# Joseph Weinberg
Joseph Woodrow Weinberg (19 de janeiro de 1917 – 22 de outubro de 2002) foi um físico norte-americano. Após a Segunda Guerra Mundial, Weinberg foi acusado pelo Comitê de Atividades Antiamericanas de ser um espião soviético e posteriormente foi acusado de perjúrio. No momento de sua morte, ele era um professor emérito na Universidade de Syracuse.